# Agrias submaroniensis
Agrias submaroniensis är en fjärilsart som beskrevs av Le Moult 1926. Agrias submaroniensis ingår i släktet Agrias och familjen praktfjärilar. Inga underarter finns listade i Catalogue of Life.